# Il–10
Az Il−10 (ejtsd: i-L-10, NATO-kódja: Beast) a szovjet Iljusin tervezőiroda által a második világháború végén tervezett csatarepülőgép. A háború után a létrejövő „kommunista blokk” országai is rendszeresítették, Csehszlovákiában licenc alapján gyártották is Avia B−33 néven.

## Története
A második világháború idején a Szovjet Légierő az 1939-ben kifejlesztett Il–2 Sturmovik repülőgépet használta csatarepülőként, melynek − bár a szovjet pilóták sikeresen használták − hamar felszínre kerültek a hiányosságai. Ilyen hiányosság volt az alacsony magasságon lévő rossz manőverezőképesség, mely megnehezítette a repülőgép számára a légvédelmi tüzérség lövedékeinek kikerülését. Így az Il−2 leváltására a szovjet hadvezetés egy pályázatot írt ki, melyre a Szuhoj tervezőiroda és az Iljusin jelentkezett. A nyertes végül az Iljusin tervezőiroda lett. A gép CKB−33 jelzésű prototípusával Vlagyimir Kokkinaki 1944. április 18-án hajtotta végre az első felszállást. 
Miután az Il−10 prototípusai sikeresen teljesítették a próbarepüléseket 1944 áprilisában, az Állami Védelmi Bizottság (GKO)  augusztus 23-án rendelte el a repülőgép sorozatgyártását, amely a kujbisevi 1. sz. és 18. sz. repülőgépgyárakban kezdődött el. Az első gépeket 1944 szeptemberében állították hadrendbe, ezek fegyverzete az Il−2-esek mintája alapján alakult, de 1945 áprilisától a repülőgépeket földi célok elleni 4 darab RSZ–82, nem irányított rakétával is felszerelték, majd a repülőgép tűzerejét két darab NSZ−23 23 mm-es gépágyúval is növelték. 1947-től az Il−10-est a voronyezsi 64. sz. repülőgépgyár is gyártotta. 
Az alapváltozat sorozatgyártása a sugárhajtású repülőgépek elterjedése miatt rövid ideig tartott, a Szovjetunióban 1949-ben fejezték be. A csehszlovák Avia repülőgépgyár 1951-től gyártotta licenc alapján B−33 típusjelzéssel. Az első csehszlovák B−33-as 1951. december 26-án emelkedett a levegőbe. A koreai háborúban szerzett tapasztalatok alapján továbbfejlesztették. Kismértékben nőtt a törzs hossza, a fesztáv, megnövelték a vezérsíkok felületét, valamint jobb repülési tulajdonságokat biztosító, vékonyabb szárnyprofilt alkalmaztak. A pilótafülkét és a motort védő páncélzat változatlan maradt, de a pilótafülke új, 63 mm vastagságú páncél-homloküveget kapott. A szárnyba két-két NR−23 típusú gépágyút építettek, emellett modernizált navigációs berendezésekkel szerelték fel. A gép hasznos terhelhetősége nem változott. A módosított, Il−10M típusjelzésű gép 1951. július 2-án repült először. A gyártást azonban három év múlva, 1954-ben beszüntették, mert a gyártási kapacitásokra az új sugárhajtóműves típusokhoz volt szükség. Összesen 146 darab Il−10M-et készítettek. Az Avia pedig 1962-ben fejezte be a típus sorozatgyártását.

## Alkalmazása
Az első Il−10 repülőgépeket csak kiképzési célokra alkalmazta a szovjet légierő 1944 őszén, először csak 1945 áprilisában vetették be őket harci körülmények között. A második világháború európai lezárásáig összesen 26 darab Il−10-est vesztett el a szovjet légierő, többségüket bevetésen. A Japán elleni 1945 augusztusi hadbalépést követően a repülőgépeket bevetették a Mandzsúriában és a Koreai-félszigeten vívott harcokban is. 
A második világháború után Észak-Korea hadereje és a kínai „önkéntes” csapatok is használták a koreai háborúban.

### Magyarországi alkalmazása
Magyarország 1948. február 18-án a Szovjetunióval megkötötte a Barátsági, Együttműködési, és Kölcsönös Segítségnyújtási Szerződést, majd június 2-án a Magyar–Szovjet Katonai Egyezményt, ami lehetővé tette a szovjet repülőgépek beszerzését a Magyar Légierő számára, amely 1949 szeptemberében 50 darab Il−10 harci változatot és 2 darab UIl−10 kiképző változatot kapott a Szovjetuniótól. A gépeket Il−10 Párduc néven rendszeresítették. Később, kisebb tételek kerültek leszállításra, 1950 októberében már 67 Il−10-es és 14 UIL−10-es állt rendelkezésre. A továbbiakban Csehszlovákiából szállítottak, így a Magyar Légierőhöz összesen 159 db harci és tanulógép érkezett a licenc-változatokat is beleértve. Az első gépek a kifejezetten kiképzési céllal létrehozott kecskeméti 41. vegyes repülőezredhez kerültek, melynek egy százada volt felszerelve Il−10-esekkel (12 darab Il−10 és 2 darab UIl−10). 1949−1950 folyamán történt meg az Il−10-esekre történő átképzés. Az 1950. április 4-i katonai díszszemlén egy századnyi Il−10 vett részt. 1952-től az Il−10-es gépek három ezredben, a tapolcai 23., a börgöndi 59., és a székesfehérvári 30. csatarepülő ezredben szolgáltak, melyek a Székesfehérváron diszlokáló 28. csatarepülő hadosztály alárendeltségébe tartoztak. A gépek az 1956-os forradalom harci eseményeiben nem vettek részt, mert a szovjet megszállás alá került repülőtereken a magyar légierő gépeit nem lehetett használni. Az Il−10-eseket 1956-ban kivonták a hadrendből. A magyar Il−10-es gépek a szolgálatban eltöltött évek alatt éles harci bevetésen egyetlen alkalommal sem vettek részt. A légierő Il−10-es gépeit is bevetették az 1956. márciusi jeges árvíz idején a jégtorlaszok felszámolására. A kivonás után az összes leselejtezett gépet szétbontották, a Magyarországon használt gépekből egy sem maradt fenn.

## Típusváltozatok
- Il−10 − alapváltozat
- Il−10U, vagy UIl−10 − kiképző-gyakorló változat
- Il−10M − továbbfejlesztett változat, melyet 1951−1954 között gyártottak
- B−33 − a csehszlovák Avia repülőgépgyár által licenc alapján gyártott változat
- CB−33 − a B−33 Avia által gyártott kiképző változata

## Üzemeltetők
- Szovjetunió − 1944−1956 között állt hadrendben.
- Bulgária − Egyaránt használt szovjet és csehszlovák gyártású változatokat, 1947−1954 között állt hadrendben.
- Kína − 1950 −1972 között állt hadrendben.
- Csehszlovákia − 1950-ben 80 darab Il−10-es repülőgépet vásároltak, majd egy év múlva megkezdték a licenc alapján történő sorozatgyártást. A repülőgépek a Csehszlovák Légierőben 1962-ig álltak hadrendben.
- Magyarország − a Magyar Légierő 1949–1956 között üzemeltetett összesen 159 darabot.
- Észak-Korea
- Lengyelország − 1949-től 1959-ig állt hadrendben a típus, 1954-től csehszlovák gyártású változatokat is használtak.
- Románia − a Román Légierő 1950−1960 között használt szovjet és csehszlovák gyártású változatokat egyaránt.
- Jemeni Királyság − 1957-től Csehszlovákiától vásároltak 24 db B−33-as repülőgépet.